# Schwertorden (Zypern)

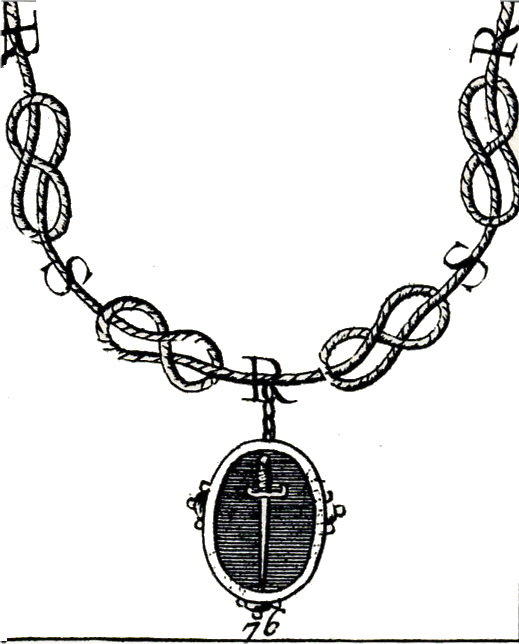
Ordenszeichen (Illustration aus der Encyclopédie ou Dictionnaire raisonné des sciences, des arts et des métiers)

Der Orden vom Schwert, auch Orden des Stillschweigens, Orden des Schweigens oder Orden von Zypern, war ein Ritterorden im Königreich Zypern, den König Peter I. zum Zweck der Rückeroberung des Königreichs Jerusalem gründete. Großmeister war der König von Zypern als Titularkönig von Jerusalem. Aufgenommen wurden auch Ritter vom Heiligen Grab, die dem König die Aufwartung gemacht hatten.
Der Orden soll bereits von Guido von Lusignan im Jahr 1195 gestiftet worden sein. Dieser war bei der Ordensstiftung jedoch bereits ein Jahr tot, weshalb das Stiftungsdatum zweifelhaft ist. Beim Abzug der Heere aus Palästina sollen 300 Ordensmitglieder, alles sogenannte Barone, gewesen sein.
Die Ordensritter waren zur Verschwiegenheit in Angelegenheiten des Ordens und des Staates verpflichtet. Sie mussten Witwen und Waisen unterstützen und im Fall eines Kreuzzugs dem König von Zypern zur Seite stehen sowie anderen Kreuzfahrern finanziell die Kreuzfahrt ermöglichen. Kaiser Friedrich III. soll Mitglied des Ordens gewesen sein. Der Ordenstag war Christi Himmelfahrt.
Das Ordenszeichen bestand aus weißen Liebesseilen, in welche die Buchstaben S und R geflochten waren. Daran hing ein goldenes, weiß emailliertes ovales Medaillon, das ein silbernes Schwert mit einem goldenen Griff und die Ordensdevise Securitas Regni (Sicherheit des Königreichs) zeigte.
Mit der Eroberung Zyperns durch die Osmanen 1570/71 erlosch der Orden.